# 時雨站
時雨站（：／ Siu yeok */?）是首都圈電鐵西海線沿線的一座地下車站，位於韓國京畿道安山市檀園區元時洞。未來廣域鐵道新安山線通車後，本站將成為兩線共線區間的沿線車站。

## 車站結構
站體為2面2線側式月台的地下車站，候車月台設有月台幕門，並有4處出口。
本站與安山站之間設有始兴车辆基地出入廠的連結軌道。

### 月台配置
| ↑ 草芝 |
| \| 下  |
| 元時 ↓ |

| 月台 | 路線              | 目的地                   |
| ---- | ----------------- | ------------------------ |
| 上行 | ●首都圈電鐵西海線 | 始興市廳、達美、素砂方向 |
| 下行 | ●首都圈電鐵西海線 | 元時方向                 |

## 歷史
- 2018年6月16日：元谷站（원곡역）落成啟用。
- 2020年11月24日：更名为時雨站。

## 車站周邊
- 公團派出所
- LF Fashion Outlet
- 安山薩維斯廣場酒店
- 中小企業培訓院
- 中小企業振興公團安山POSTBI中心
- 韓國產業團地公團（朝鲜语：한국산업단지공단）京畿道地域總部

## 圖片

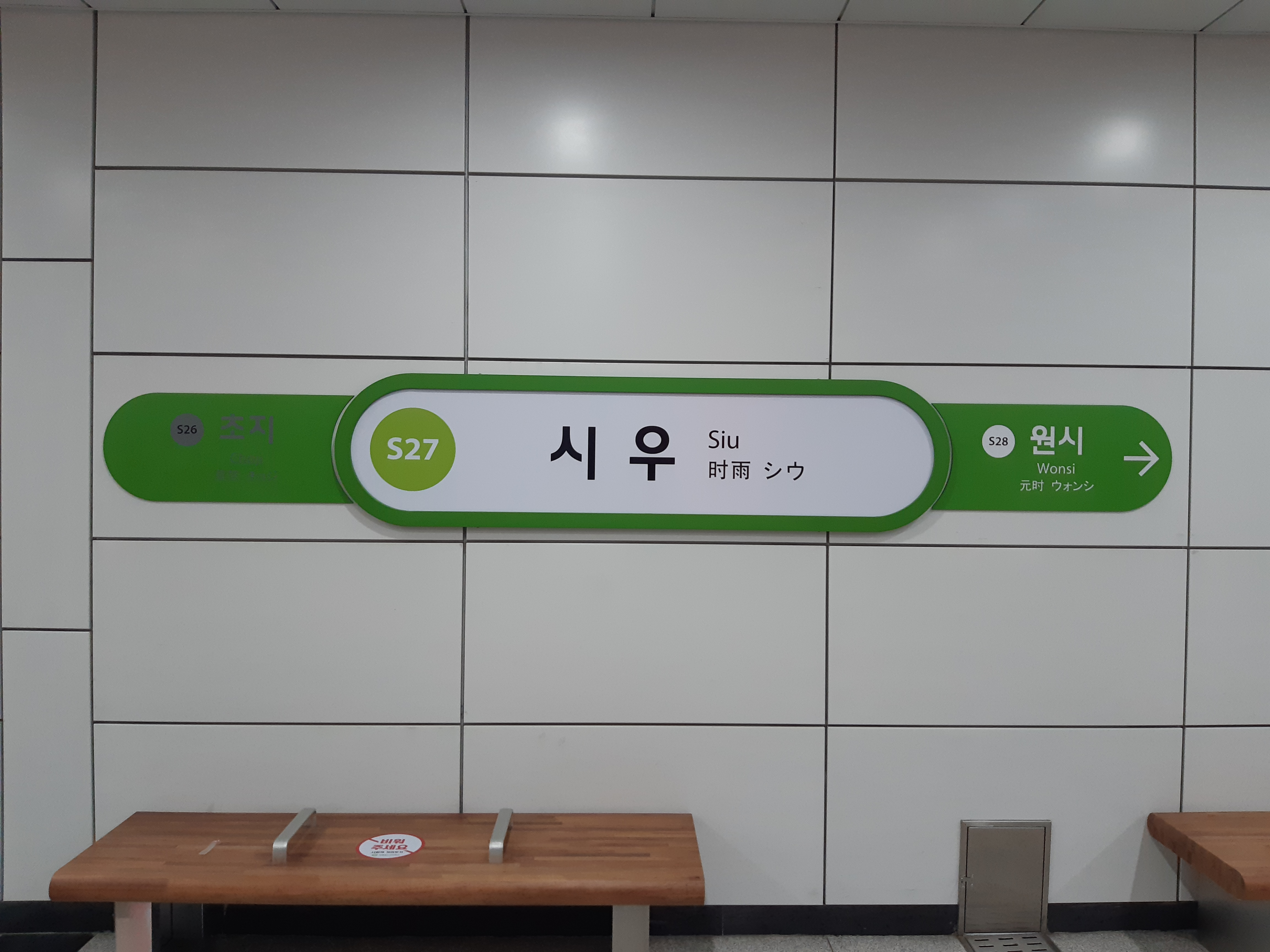
站名牌
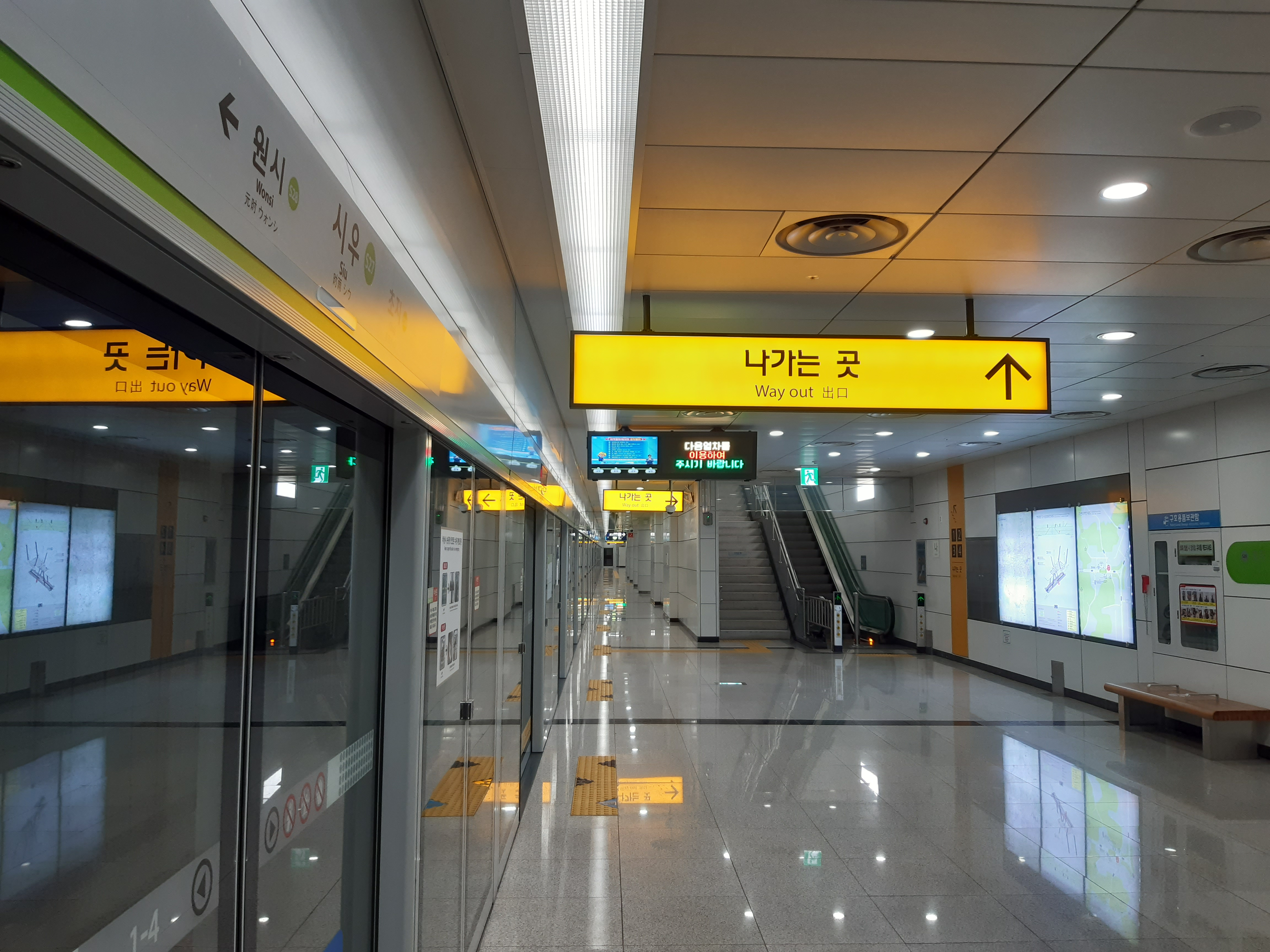
候車月台
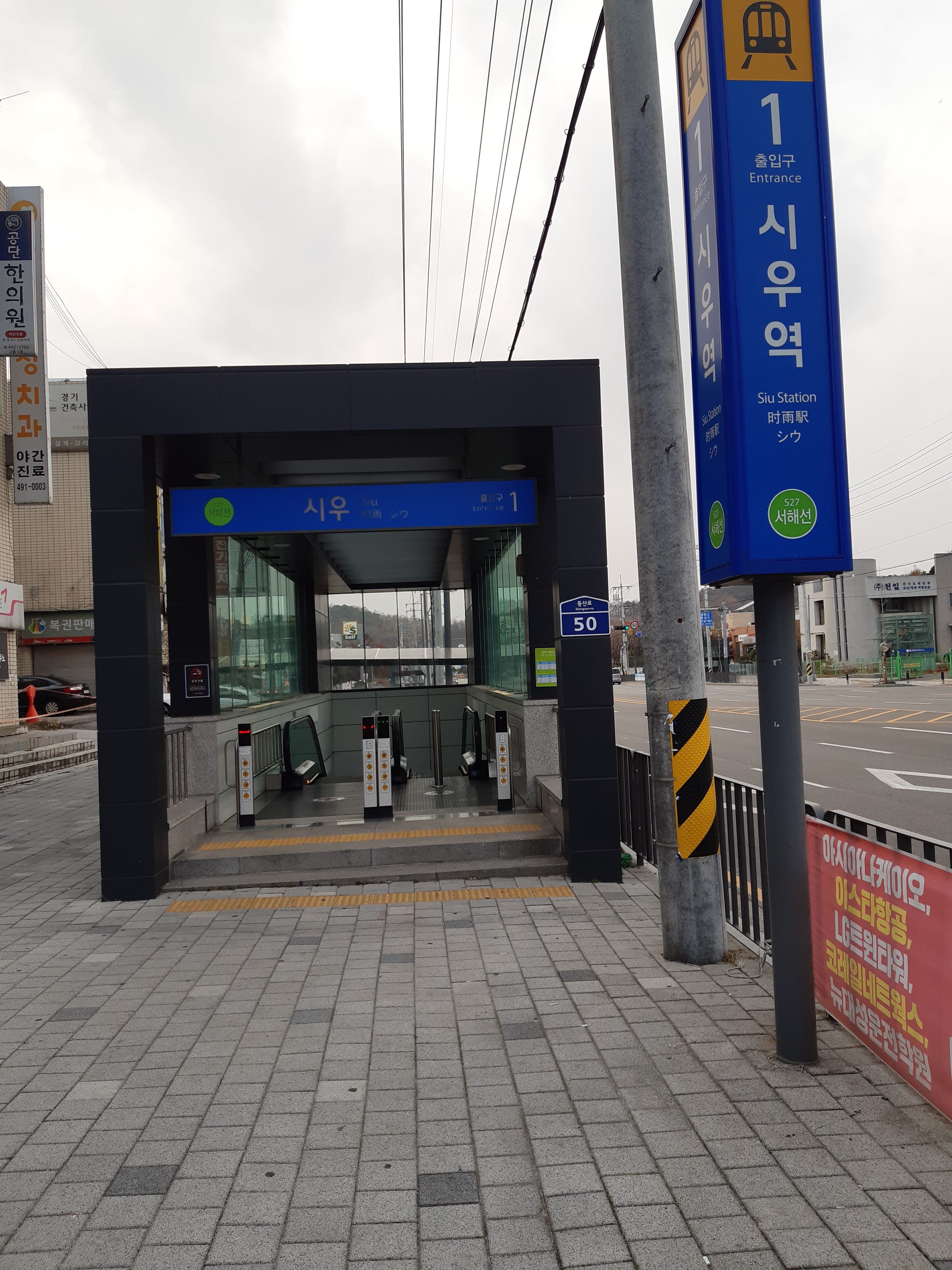
1號出口
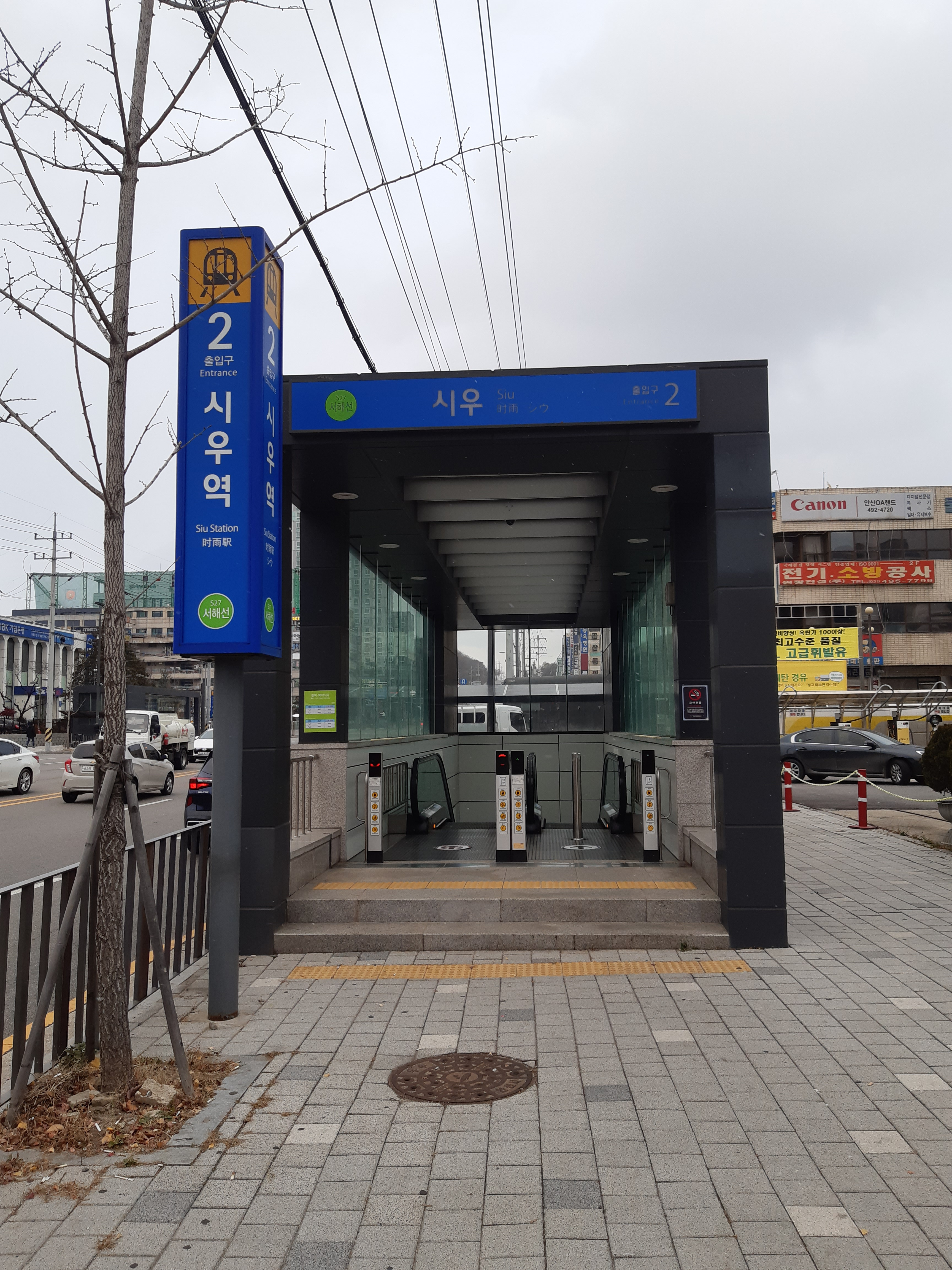
2號出口

## 相鄰車站
韓國鐵道公社
●首都圈電鐵西海線
草芝（S26）－時雨（S27）－元時（S28）